# 镜坝镇
镜坝镇，是中华人民共和国江西省赣州市南康区下辖的一个乡镇级行政单位。

## 行政区划
镜坝镇下辖以下地区：
连城村、镜坝村、观河村、洋江村、鹅岭村、老镜坝村、联民村、城埠村、红星村和健民村。